# Juan Carlos Pasamontes
Juan Carlos Pasamontes Calvo (Madrid, 23 de julio de 1956 - Mataró, 15 de noviembre de 2020) fue un periodista y escritor español. Fue autor de media docena de libros, especialmente sobre deporte.
Licenciado en Ciencias de la Información por la Universidad Autónoma de Barcelona (UAB), trabajó en distintos medios de comunicación. En los años 80 se desempeñó en diversos periódicos de Palma: perteneció al equipo fundacional de El Día de Baleares, con posterioridad trabajó en Última Hora y La Tarde y fue delegado de El Mundo Deportivo en Baleares. También trabajó en periódicos de Cataluña: El Noticiero Universal, Diario de Barcelona, El Día de Catalunya y El Periódico de Catalunya, así como en el semanario Destino. Además, fue colaborador de ABC, Sábado Gráfico, la Historia Universal del siglo XX de Historia 16 y Diario Gol, donde publicó relatos de fútbol desde una perspectiva histórica y cultural.

## Libros
- Diario apócrifo de un niño de la Transición. Badalona: Edicions badalonines, 1977
- Todos los jefes de la casa blanca, de Juan Palacios a Florentino Pérez. Madrid : Pearson Educación, 2003
- R.S. Alfonso XIII : la cara oculta del RCD Mallorca, 1916-1931. Palma: Aquiles Editorial, 2005
- Radiografía de un ascenso : 50 años del RCD Mallorca en Primera División. Palma: Aquiles Editorial, 2010
- Territorios del alma : memorias de Juan Segura Palomares. Almería: Círculo Rojo, 2016